# 私を抱いてそしてキスして
『私を抱いてそしてキスして』（わたしをだいてそしてキスして）は、1992年東映製作配給の日本映画。主演・南野陽子、監督・佐藤純彌。
日本映画で初めてエイズ問題を正面から描いた作品。大宅壮一ノンフィクション賞を受賞した家田荘子の同名ノンフィクションを原作としている。また、日本映画で初めて厚生省（当時）の推薦を受けた。

## あらすじ
旅行代理店に勤めるOLの合田圭子はある日、昔の恋人からHIVの血液検査で陽性だったことを告げられる。不安にかられて検査に行った圭子は、すでに自分もHIVに感染していることを知りショックを受ける。そんなときに出会った高野晶という男性と圭子は、自分がHIV感染者であることを告げられないまま肉体関係を結んでしまう。圭子が感染者であることを知った晶は彼女のもとを去ってしまう。
そんな圭子のもとに津島美幸というジャーナリストが現れる。彼女はエイズに対する偏見や差別の問題を調べているという。圭子は当初美幸を拒絶するが、その真摯な態度に少しずつ心を開いていく。
ある日、圭子は自分が妊娠していることに気づく。子供もまた感染しているのではないかと不安にかられる彼女の前に、思い直した晶が戻ってきた。2人は一緒に子供を育てよう、抱いてキスしようと誓い合った。そして圭子は出産、生まれてきた子供は幸いにも感染していなかった。それから数か月後、圭子はその生涯を閉じた。

## スタッフ
- 監督：佐藤純彌
- 企画：黒澤満、坂上順
- 企画協力：井波洋
- プロデューサー：小島吉弘
- プロデューサー補：久保田雅美
- 脚本：田部俊行、麻生かさね、高橋洋
- 原作：家田荘子
- 撮影：池田健策
  - 撮影補佐：大町進
- 美術：小澤秀高
- 照明：増川弘邦
- 録音：柿沼紀彦
- 編集：西東清明
- 監督補：伊藤裕彰
- 助監督：鳥井邦男
- キャスティング：飯塚滋
- 記録：椎塚二三
- 進行主任：大塚泰之
- 音楽：渡辺俊幸
- 主題歌：来生たかお「愛する時間に」（『Passage』収録）
- 製作協力：セントラル・アーツ[1]

## キャスト
- 合田圭子：南野陽子
- 高野晶：赤井英和
- 津島美幸：南果歩
- 久留米和夫：三浦友和
- 田辺謙一：太川陽介
- 樺山茂樹：田村高廣
- 萩原卓郎：平田満
- 小山内洋一：三谷昇
- 佐々木佳子：吉行和子
- 小林篤：柳沢慎吾
- 常本かおり：堂ノ脇恭子
- 長岡尚彦
- ナレーター：檀ふみ

## 製作

### 企画
企画は南野陽子。南野が当時の東映社長・岡田茂から「今、何に興味がある？」と聞かれ、本作を挙げたことが映画化のきっかけ。大手映画会社の番線映画にアイドルの企画が採用されるのはレアケースと見られる。東映はこの年5月に公開された『寒椿』に続いて南野を売り出そうとしていた。しかし『寒椿』と8月公開の『継承盃』が、作品の出来はよいと評価されたものの、『寒椿』配収2億5000万円、『継承盃』2億円と成績が振るわず。岡田東映社長が「社会のあり様が変わった。ファジイな時代でどの方向へ行ったらいいか判らんというのが正直な製作界の現状。前売り券のない大人向けの中級作品にどうやったらお客を呼べるか、社会全般に大きく話題を投げ掛けてゆく素材を選ばないとダメ」と判断し、『JFK』や『氷の微笑』『ミンボーの女』などに影響されて、「こういうプロデューサーや配給会社にハネっ返りがくるような映画でないとダメだろう」と社会路線として手始めとしてエイズを取り上げることを決めた。以降、社会ネタに突っ込んでゆく映画の製作を決め、同時に異常な企画を抉り出すプロデューサーの出現を期待した。

### 脚本
岡田がセントラル・アーツの黒澤満プロデューサーに「誰がモデルか判らないように、いろんなケースをミックスして脚本を書いてくれ」と指示。最初は高橋洋ら、3人の脚本家にシナリオを書かせたが一貫性がなく時間も長くなったため、黒澤が佐藤純彌に相談した。脚本を佐藤が2時間弱にシナリオをまとめて家田荘子に見せると「OK」が出たため、佐藤が監督をすることになった。黒澤としては若手シナリオライターとベテラン佐藤を組み合わせて若手に経験値を積ませようという狙いがあった。

### 撮影
1992年10月26日に東映東京撮影所で南野のアフレコが行われ、同年10月24日に南野参加の栃木県岩舟町でロケが行われたため、1992年秋に撮影が行われたものと見られる。
南野は身長162cmで、普段は45kgだったが、企画・立案者としての責任感から自ら8キロの減量に挑み、赤井英和とのハードなベッドシーンを含む鬼気迫る熱演を見せた。医者から責任は持てないと言われたため、自己流で50日間、単純に食べない方法で減量に挑み、水分は取るが、たまにコンニャクを食べる程度。栄養失調になり、つねっても痛くない状況までいったという。

### 宣伝
1992年10月27日に南野が厚生省に山下徳夫厚生大臣を表敬訪問。南野はエイズ予防財団のポスターにも登場し、この日正式に本作が厚生省の推薦映画になった。

## 作品の評価

### 批評家評
野沢尚は「内容的には真面目な映画なんだけど、お客から『エイズを通俗ドラマに利用するなんて、何て不純なんだろう」と変な勘繰りをされたのではないか。イメージで損をした」などと評している。